# Porta Westfalica (przełom rzeki)
Brama Westfalska (niem. Porta Westfalica) – przełom (kanion) rzeki Wezery płynącej przez przejście między górskimi łańcuchami Gór Wezerskich (niem. Wiehengebirge) po zachodniej stronie i Pogórza Wezerskiego (niem. Wesergebirge) po stronie wschodniej. Przełom położony jest w powiecie Minden-Lübbecke w Nadrenii Północnej-Westfalii w Niemczech.
Nazwa przełomu została oficjalnie nadana w 1973 po zmianach administracyjnych w Niemczech. Porta Westfalica jest łacińskim odpowiednikiem i oznacza „Bramę do Westfalii”. Sam termin został po raz pierwszy użyty w XIX wieku.